# Östertälje

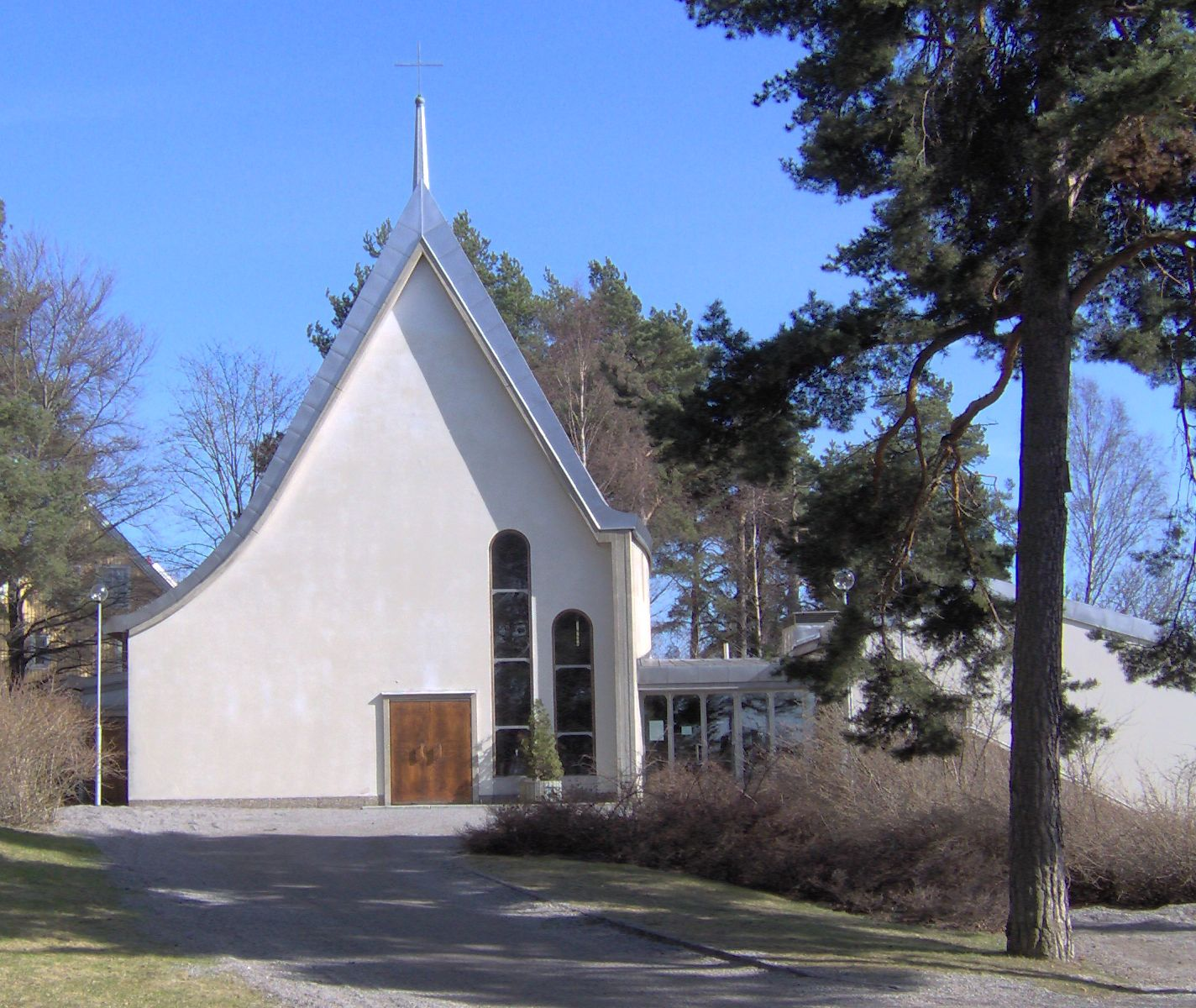
Alla Helgons kyrka i Östertälje.

Östertälje är en stadsdel i Södertälje, Södertälje kommun. Östertälje var tidigare en kommundel i Södertälje (1963-1990-talet) och innan dess en egen kommun, Östertälje kommun.
Östertälje är byggt på sluttningen från höghusen på Fornhöjden ner mot Östersjön och Södertälje kanal. Området är till stor del brant och klippigt, och täckt av barrskog där marken inte har exploaterats. I nordost, där området gränsar till Rosenlund, finns det vissa plattare partier. Delarna som ligger mellan järnvägen och kanalen (Viksängsvägen) används av industrier och varv. Bebyggelsen i stadsdelen utgörs till största del av villor från sekelskiftet och 1960-talet, med undantag för ett nybyggt höghusområde nere vid Östertälje båtklubb samt ett mindre antal flerfamiljshus längs med Grödingevägen. 
Under 2005 breddades och förlängdes Glasbergavägen ner till länsväg 225 (Nynäsvägen) vilken 2007 är färdigbyggd i sin nya sträckning. Trafik mellan Södertälje och Nynäshamn behöver nu inte passera genom Östertälje. Runt den förlängda Glasbergavägen byggdes ett nytt bostadsområde Lugnet. Nedanför Lugnet växer nu (2013) Glasberga Sjöstad fram i allt snabbare tempo.
Östertälje har ett begränsat serviceutbud. Dock finns bland annat matbutik, restaurangen Östertälje Pizzeria (tidigare kallad grill och kebab), samt en bensinmack i stadsdelen. Det fanns i området tidigare ett kommunalt gymnasium, Igelstavikens gymnasium, och ett frigymnasium, Sankta Ragnhildgymnasiet, men det förstnämnda är i dag ombyggt till grundskola. Utöver det så driver Vittra AB en friskola på platsen för den gamla Östertäljeskolan.

## Kommunikationer

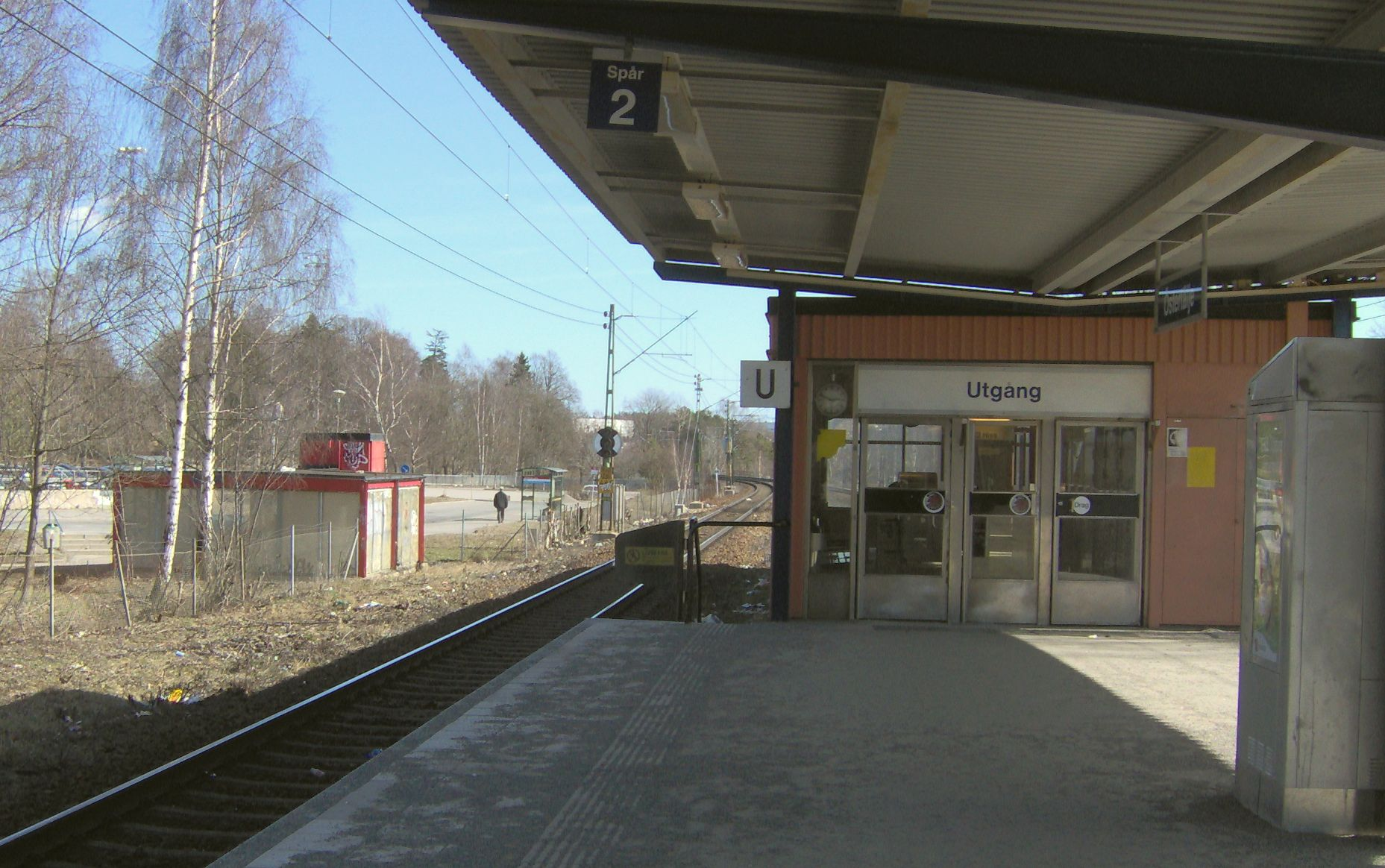
Pendeltågsperrongen i Östertälje.

Den gamla stambanan löper igenom Östertälje, och stadsdelen har en egen järnvägsstation, Östertälje station. Härifrån kan man åka tåg till centrala Södertälje, till Stockholm och Märsta. Stationen i Östertälje hette tidigare Igelsta. Från Östertälje går det även stadsbussar till andra platser i Södertälje, samt till Nynäshamn. Grödingevägen går från Södertälje, genom Östertälje och möter länsväg 225 i Skarlunda.